# Ephesia kabuli
Ephesia kabuli là một loài bướm đêm trong họ Noctuidae.